# Imperial towers
Le Imperial Towers (torri imperiali) sono due grattacieli residenziali che si trovano a Mumbai, in India. Questi grattacieli gemelli, con i loro 249 metri di altezza, sono attualmente gli edifici più alti del paese. La loro costruzione è iniziata nel 2004 ed è terminata con l'inaugurazione nel 2010. Ogni grattacielo è costituito da 60 piani (per un'altezza di 210 metri) ed ha una superficie totale di 120.000 m².

## Collocazione
Il complesso è collocato a Tardeo, Mumbai. Si tratta di un'area di slum, che è stata acquisita dai costruttori utilizzando un programma di sviluppo locale che prevede anche la distribuzione gratuita di aree edificabili e un aiuto agli abitanti dello slum per la riqualificazione dello stesso in cambio del diritto di costruire i grattacieli.